# Campeonato Mundial de Futebol de Mesa – Sectorball
O Campeonato Mundial de Futebol de Mesa é um torneio de futebol de mesa, na modalidade Sectorball, que ocorre trienalmente e com sede variada.
Sua primeira edição ocorreu no ano de 1996, em Budapeste, na Hungria. Foi dividido em apenas duas categorias (individual e por seleções), em mesma sede e de maneira simultânea. Sendo definido que os próximos campeonatos ocorreriam de quatro em quatro anos.
Entre a terceira e a oitava edição, mais uma categoria foi disputada - Duplas.
A quarta edição ocorreu no ano de 2007, em Tiszavasvari, na Hungria; e a quinta, em 2009, novamente em Budapeste. A partir desta edição foi estabelecido que as edições subsequentes passariam a ocorrer trienalmente.
A competição interclubes passou a ser disputada apenas a partir do ano de 2014, ocorrendo bienalmente e independente das outras categorias.
No ano de 2018, houve as quatro categorias ocorrendo de maneira simultânea e na mesma sede.